# Phyto latifrons
Phyto latifrons är en tvåvingeart som beskrevs av Kugler 1978. Phyto latifrons ingår i släktet Phyto och familjen gråsuggeflugor.
Artens utbredningsområde är Israel. Inga underarter finns listade i Catalogue of Life.